# Pseudanophthalmus krameri
Pseudanophthalmus krameri är en skalbaggsart som beskrevs av Krekeler. Pseudanophthalmus krameri ingår i släktet Pseudanophthalmus och familjen jordlöpare. Inga underarter finns listade i Catalogue of Life.